# 湯姆·埃默
小湯瑪斯·厄爾·埃默（1961年3月3日—）是一名美國律師和政治人物，自2023年起擔任眾議院多數黨黨鞭，自2015年起擔任來自明尼蘇達州第六國會選區的眾議院議員，該選區包括雙城大都會區明尼阿波利斯的西部和北部遠郊區。它還涵蓋了明尼蘇達州中部農村的大部分地區，該地區農業活動豐富。聖克勞德位於密西西比河沿岸的北部，是該區最大的城市。
在當選為國會議員之前，埃默於2005年至2011年期間擔任了三屆明尼蘇達州眾議院議員。在一場極其激烈的競選中，埃默在2010年明尼蘇達州州長選舉中以不到半個百分點的幅度輸給明尼蘇達民主-農民-勞工黨提名人馬克·代頓。
埃默在2014年美國眾議院選舉中首次當選為國會議員，贏得由米歇爾·巴赫曼空出的第六個國會選區席位。2019年至2023年，他擔任全國共和黨國會委員會主席。在2022年美國眾議院選舉後，他贏得了眾議院多數黨黨鞭的競選。